# Ken Kennedy
Kenneth William Kennedy, detto Ken (Rochester, 10 maggio 1941 – 16 luglio 2022), è stato un medico britannico e rugbista a 15 internazionale per l'Irlanda, che nel ruolo di tallonatore militò per i London Irish e vestì le maglie della Nazionale irlandese e — in due tour — dei British Lions.

## Biografia
Nato a Rochester, nel Kent, Kennedy compì gli studi superiori a Belfast, in Irlanda del Nord; lì iniziò a muovere i suoi primi passi rugbistici.
Studente in medicina alla Queen's University di Belfast, rappresentò l'Irlanda a livello universitario e fu successivamente convocato nella rappresentativa maggiore, per la quale esordì nel corso del Cinque Nazioni 1965 contro la Francia; nel 1966 prese parte al tour in Australasia dei British Lions.
Nel 1968 fu a Londra per lavoro, avendo preso servizio in un ospedale della capitale britannica, e si unì ai London Irish, nei quali rimase 12 anni, fino alla fine della carriera agonistica.
Con l'Irlanda si aggiudicò due titoli del Cinque Nazioni, uno (condiviso) nel 1973 e un altro, assoluto, nel 1974, e disputò 11 edizioni consecutive di tale torneo.
Si è occupato di medicina dello sport e ortopedia e ha collaborato con diversi atleti di varie discipline, facendo parte anche dello staff medico degli stessi British Lions; cessati gli incarichi ospedalieri, gestisce a Londra una clinica di riabilitazione da problemi osteo-muscolari.